# Karl-Erik Åström
Pour les articles homonymes, voir Åström.
Karl-Erik Åström (né le 18 avril 1924 et mort le 9 décembre 1993) est un fondeur suédois.

## Championnats du monde
- Championnats du monde de ski nordique 1950 à Lake Placid 
  -  Médaille d'or sur 18 km.
  -  Médaille d'or en relais 4 × 10 km.